# Nut (album)
Nut è il settimo album in studio della cantautrice scozzese KT Tunstall, pubblicato nel 2022.

## Tracce
1. Out of Touch – 3:36
2. I Am the Pilot – 4:13
3. Three – 4:08
4. Dear Shadow – 2:50
5. Private Eyes – 4:20
6. Canyons – 3:24
7. Synapse – 3:01
8. Demigod – 3:29
9. All the Time – 3:28
10. Brain in a Jar (hidden track) – 1:16

## Formazione
- KT Tunstall – voce, chitarra, basso, tastiera, sintetizzatore, programmazioni
- Martin Terefe – basso, chitarra, sintetizzatore, piano, cori

## Classifiche
| Classifica (2022) | Posizione raggiunta |
| ----------------- | ------------------- |
| Regno Unito       | 25                  |